# Carl Michael Ziehrer

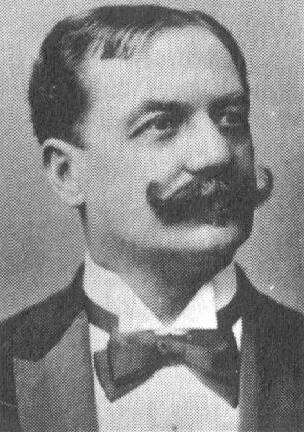
Carl Michael Ziehrer, 1886

Carl Michael Ziehrer (* 2. Mai 1843 in Wien; † 14. November 1922 ebenda) war ein österreichischer Komponist. Er schrieb rund 600 Tänze und 23 Operetten.

## Leben

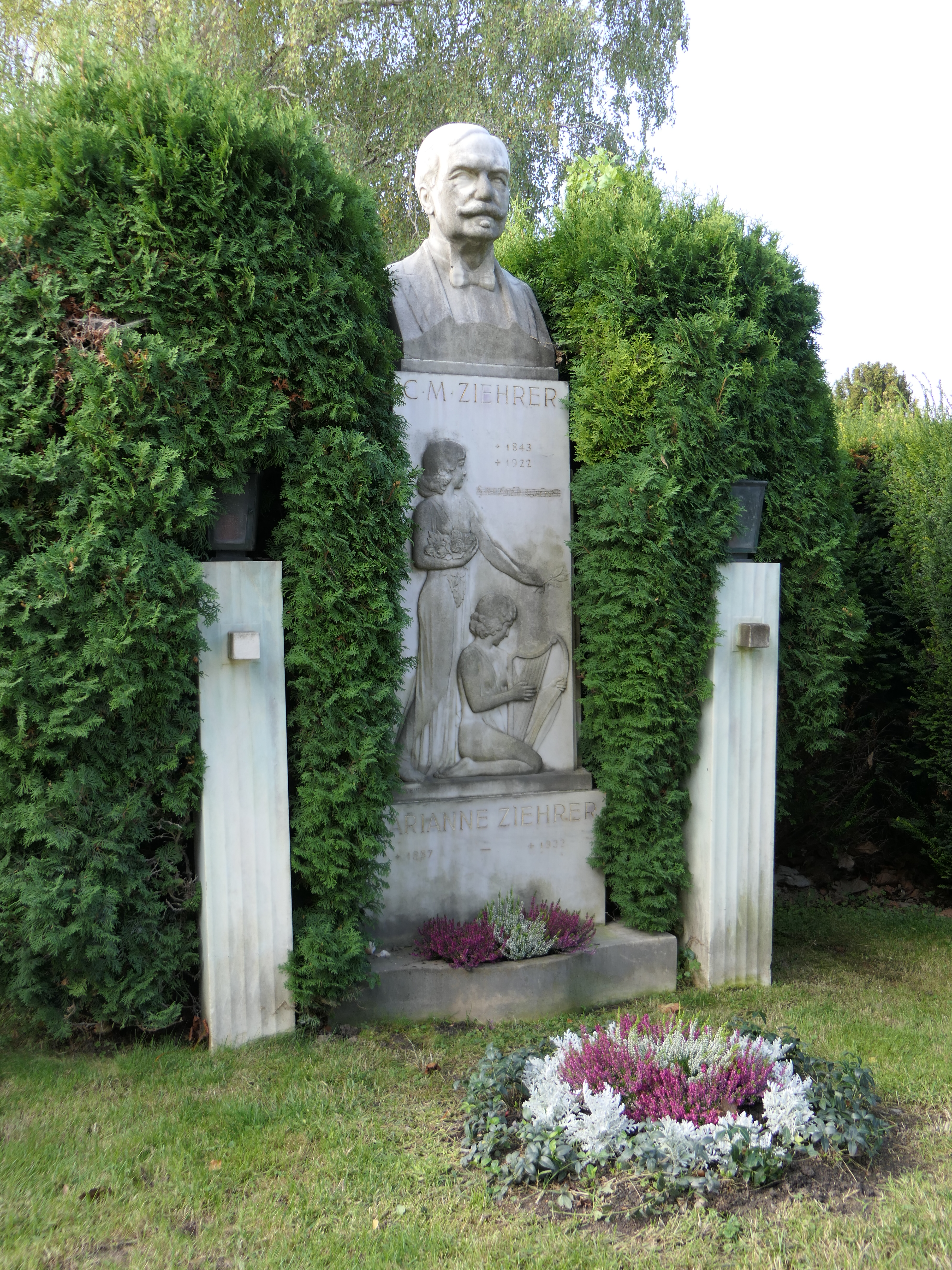
Grab von Carl Michael Ziehrer

Carl Michael Ziehrer erlernte von seinem Vater das Handwerk des Hutmachers. Er spielte auch Klavier und verfasste bereits mit 19 Jahren eigene kleine Kompositionen. Der Verleger von Johann Strauss (Sohn), Carl Haslinger, der sich zu dieser Zeit mit seinem Walzer-Komponisten zu überwerfen begann, vermutete in ihm Talent und protegierte den jungen Carl Michael Ziehrer, indem er ihm Lehrmeister für Dirigenten- und Komponistentätigkeit zur Verfügung stellte. Ziehrers wichtigster Lehrer war der Wiener Musiker und Komponist Johann Emanuel Hasel, der auch mit Ziehrers Kapelle das Programm des ersten Konzerts einstudierte und seinem Schüler zahlreiche Eigenkompositionen zur Verfügung stellte, die Ziehrer bei seinem Debüt am 21. November 1863 im Dianabad-Saal in Wien-Leopoldstadt unter seinem Namen zur Aufführung brachte. Hasels Hilfestellung wurde von Ziehrer zeit seines Lebens konsequent verschwiegen. Im Jahr 1903 gelang es Ziehrer mithilfe eines Privatdetektivs, eine inkriminierende Partitur aus dem Besitz von Hasels Witwe an sich zu bringen, um das peinliche Bekanntwerden von Hasels wahrem Anteil an Ziehrers Frühwerk zu verhindern.
1865 wurde Ziehrer in die Blumensäle der Wiener Gartenbaugesellschaft engagiert, wo er als Ballregent fungierte und einige Neukompositionen zur Uraufführung brachte. Im November 1867 ernannte man Ziehrer zum Kapellmeister des Arbeiter-Bildungswerks.

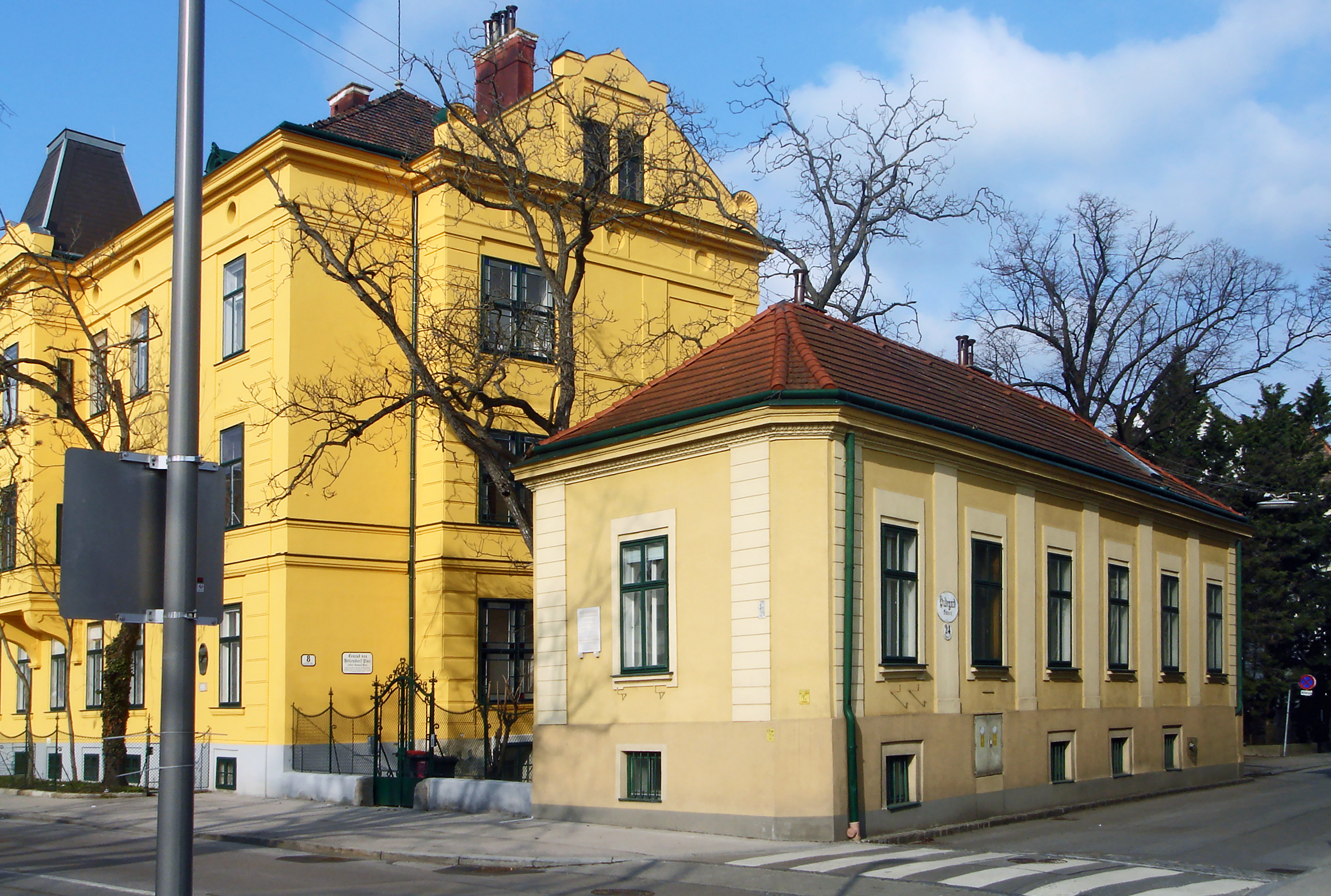
Rechts: Das von Ziehrer zuzeiten vor dem Ersten Weltkrieg in Baden bei Wien genutzte Wohnhaus, in dem der Komponist seinen 70. Geburtstag feierte.

Nach Differenzen mit seinen Förderern und Gönnern in Wien zog Ziehrer nach Berlin, übernahm die Kapelle der Reichshallen und agierte als Varieté-Dirigent. Dabei arbeitete er mit Marianne Edelmann (eigentlich Maria Laura Münk) aus Linz zusammen, die er am 1. September 1888 heiratete.
Im Jahre 1885 erhielt Ziehrer den Posten als Kapellmeister des berühmten K.u.k. Infanterie-Regiments Hoch- und Deutschmeister Nr. 4, nachdem der im selben Jahr ernannte Heinrich Strobl (1839–1885) unerwartet verstorben war. Damit erlangte er auch in Wien Anerkennung, wo sich die „Strauss-Ära“ dem Ende zuneigte. Carl Michael Ziehrer gab Konzerte in ganz Europa und auch 1893 in Chicago im Rahmen der Weltausstellung.

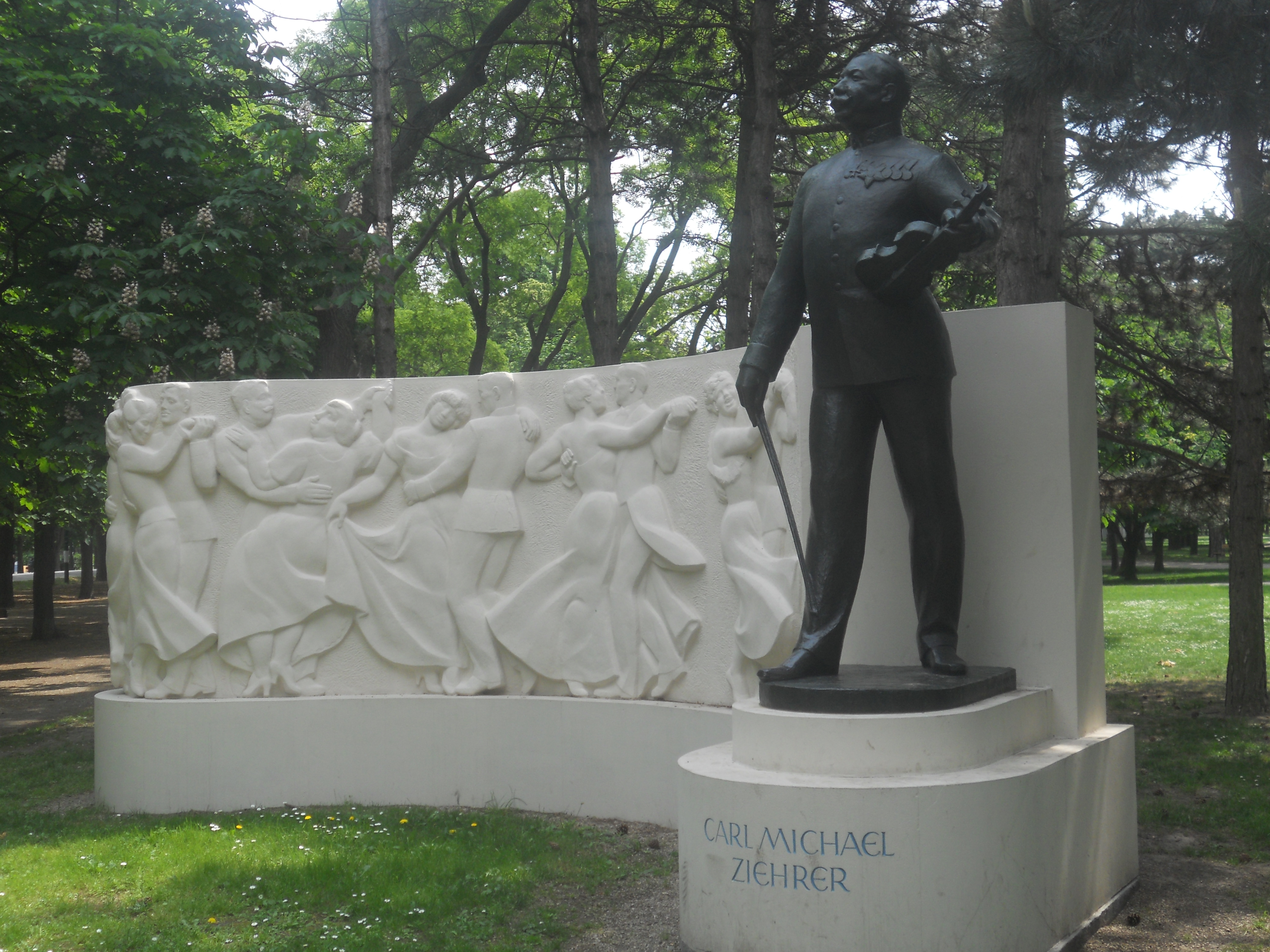
Das Ziehrerdenkmal im Wiener Prater, 1959 gestaltet von Robert Ullmann

Als Höhepunkt in seiner Laufbahn kann man Ziehrers Ernennung zum vierten und letzten k.k. Hofball-Musikdirektor (nach Johann Strauss (Vater), Johann Strauss (Sohn) und Eduard Strauß) im Jahre 1907 bezeichnen. Carl Michael Ziehrer verlor während des Ersten Weltkrieges sein Vermögen und starb verarmt 1922. Sein Leichnam wurde am 17. November 1922 vom Trauerhaus, Erdbergstraße 1, Wien-Erdberg, zur Einsegnung in die Rochuskirche gebracht und danach auf dem Wiener Zentralfriedhof in einem Ehrengrab (Gruppe 32 C, Nummer 1) zur letzten Ruhe bestattet.
Ziehrer war Freimaurer. Er wurde 1892 in die Loge „Treue“ in Pressburg (Bratislava) aufgenommen.

## Auszeichnungen, Ehrungen, Preise (Auswahl)
- Im Jahr 1933 wurde in Wien-Landstraße (3. Bezirk) der Ziehrerplatz nach ihm benannt.
- Der Willi-Forst-Film Wiener Mädeln von 1944/49 ist seinem Andenken gewidmet.
- Zu Ziehrers Ehren brachte die österreichische Post 1947 und 1972 aus Anlass des 25.[6] bzw. 50. Todestages[7] Sonderpostmarken heraus.
- 1967: Erinnerungsplakette der C.-M.-Ziehrer-Stiftung am ehemaligen Wohnhaus Conrad-von-Hötzendorf-Platz 8 (früher: Bahnhofplatz 8), Baden bei Wien.
- 1972 legte die Münze Österreich, ebenfalls gedenkjahrbezogen, ein 25-Schilling-Geldstück auf.[8]
- 2022 stiftete die Original Hoch- und Deutschmeisterkapelle aus Anlass des 100. Todestages eine Carl Michael Ziehrer-Gedenkmedaille.[9]

## Werke (Auswahl)

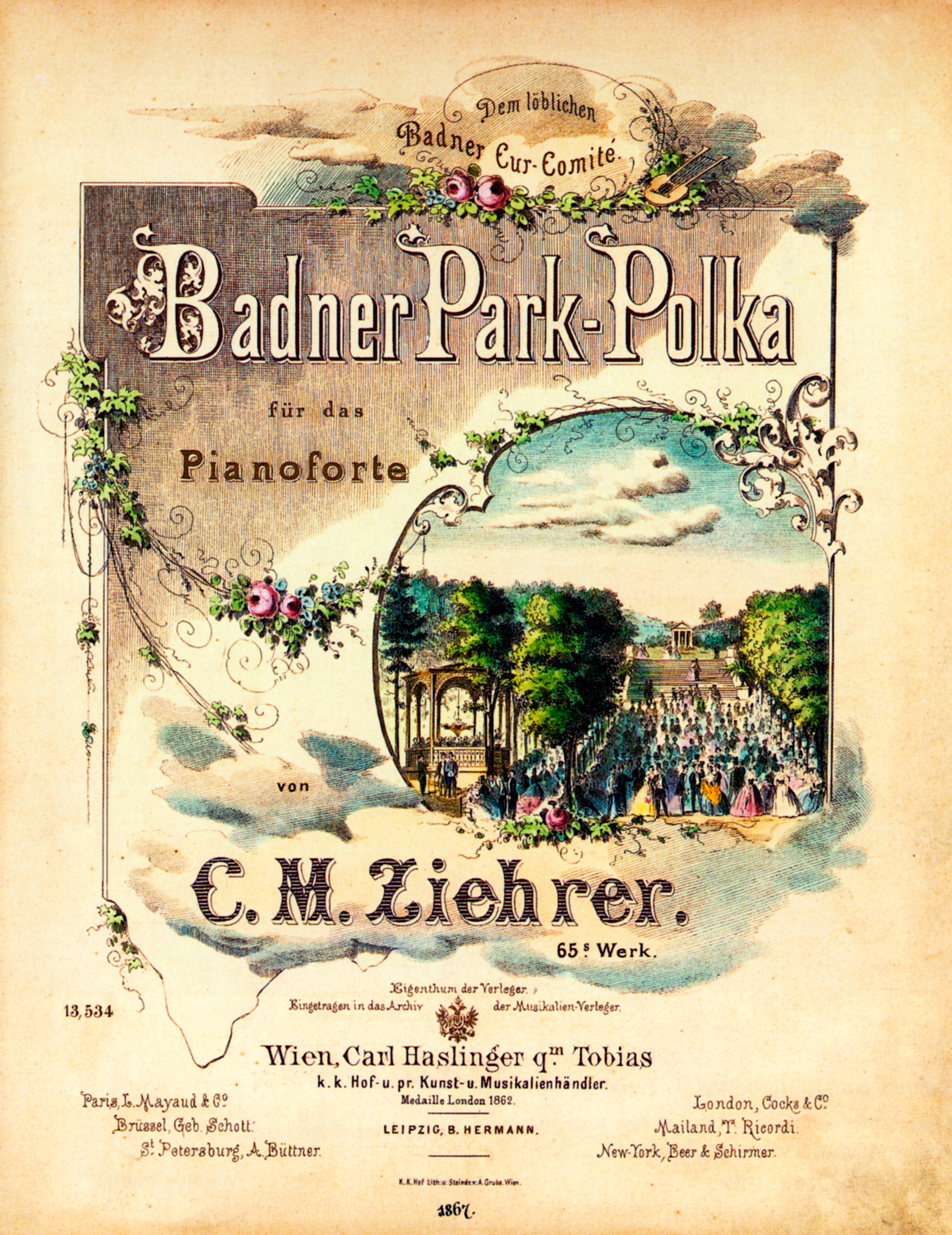
„Dem löblichen Badner Cur-Comité [gewidmet].“ (1867)

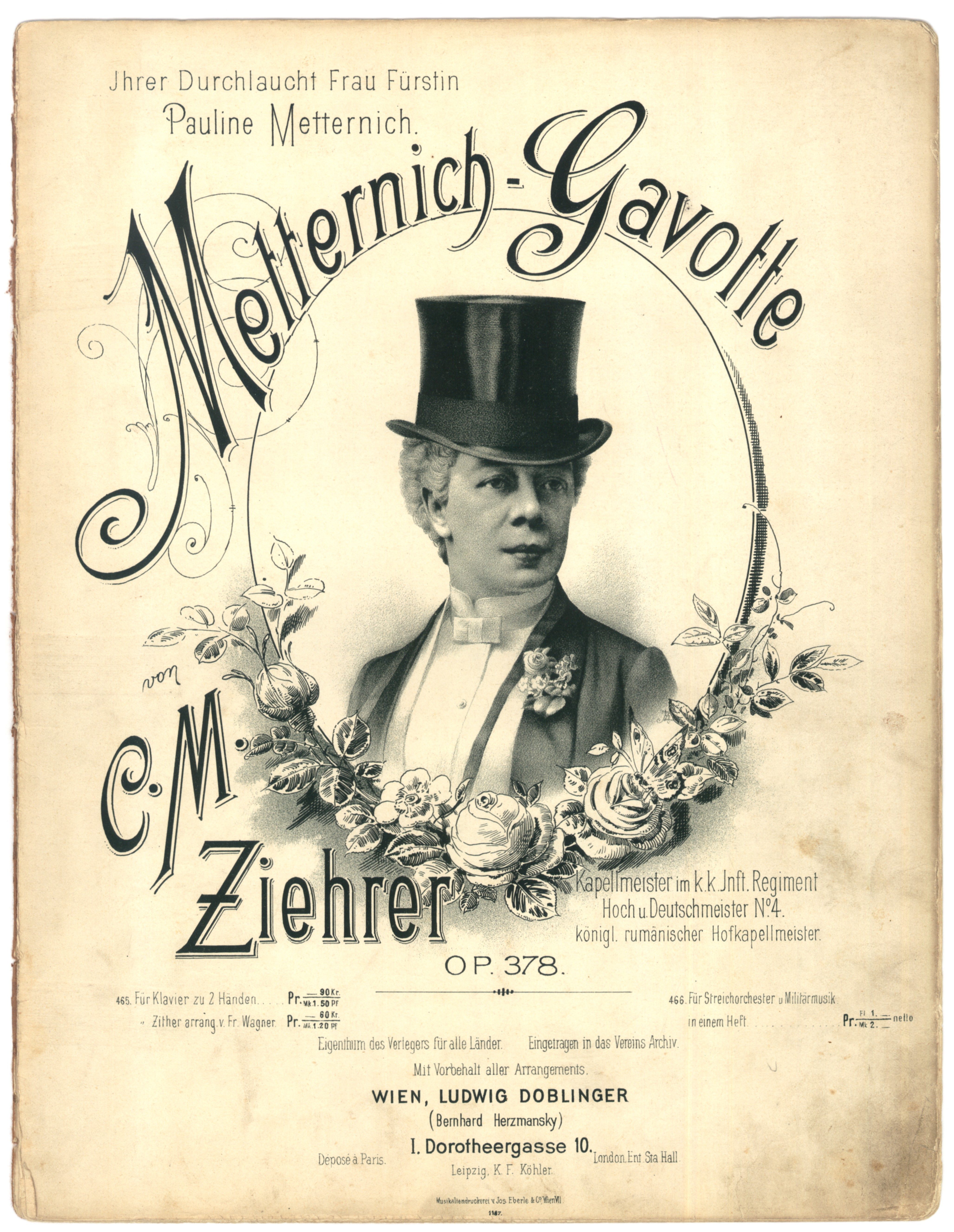
„Ihrer Durchlaucht Frau Fürstin Pauline Metternich [gewidmet].“ (1887)

### Instrumentalwerke
- Die Jägerin. Polka francaise für Klavier op. 2 (1864)
- La naissance du Carnaval. Quadrille für Klavier op. 3 (1864)
- Die Lustigmacherin. Schnell-Polka für Piano-forte, op. 4 (1864)
- Leopoldinchen. Polka-Mazur op. 5 (1864)
- Hallodri-Polka (schnell). op. 6 (1864)
- Gemüths-Affekte. Walzer op. 7 (1864)
- Wiener-Spenden. Quadrille für Klavier op. 8 (1864)
- Milostenka. Böhmische Scherz-Polka für Klavier op. 9 (1864)
- Hoch den Wienern! Walzer op. 10 (1864)
- Oesterreichischer Kriegermarsch. op. 11 (1864)
- Josefinen-Polka. Polka francaise für Klavier op. 12 (1864)
- Freie Gedanken. Polka schnell für Klavier op. 13 (1864)
- Sängerfreuden. Walzer für Klavier op. 14 (1864)
- Kaiser-Maximilian-Marsch für Klavier mit Benützung mexikanischer Motive op. 16 (1864)
- Donato. Polka française op. 17
- Diana-Tänze. op. 18 (1864)
- Dorfschwalben. Ländler. Casse-cou-Galopp für Klavier op. 19 (1864)
- En avant. Quadrille op. 21 (1864)
- Blondin-Polka für Klavier op. 22 (1864)
- Herbst-Blüthen. Walzer für Klavier op. 23 (1864)
- Die lustige Nina. Polka française für Klavier op. 24 (1864)
- Kusshändchen. Polka-Mazurka op. 25 (1864)
- Billet-doux. Polka française op. 26 (Uraufführung am 16. Oktober 1864 im Dianasaal im Dianabad in Wien)
- Wiens Tanzmusik seit 50 Jahren. op. 27 (1864)
- Soldaten-Liebchen. Polka française op.31 (1864)
- Schneewittchen. Schottisch op. 32 (1865)
- Die Turnerin. Polka française op. 35 (1865)
- Immergrün. Polka (schnell) op. 36 (1865)
- Die schöne Helene. Quadrille nach beliebten Offenbach’schen Motiven aus der gleichnamigen Operette op. 38 (1865)
- Die Rudolfsheimerin. Polka française op. 39 (1865)
- Agio. Polka française op. 41 (1865)
- Pester Kinder. Walzer nach beliebten ungarischen Motiven op. 42 (1865)
- Harmonische Wellen. Walzer op. 44 (1865)
- Durch die Lüfte. Schnell-Polka op. 45 (1865)
- Männerherz. Mazurka op. 54 (1866)
- Ein Blick nach ihr. Polka op. 55 (1866)
- D’Kernmad’ln. Original Steirische Tänze op. 58 (1860)
- König von Sachsen-Huldigungs-Marsch. op. 64 (1866)
- Badner Park-Polka. op. 65 (1867)
- Auf hoher See. Walzer op. 66 (1866)
- Bewegtes Leben. Schnellpolka op. 71
- Rosige Launen. Walzer op. 76
- Bürgerlich und romantisch. Polka Mazurka op. 94 (1867)
- In’s Herz. Polka op. 95 (1867)
- Hat ihn schon! Polka op. 100
- Ohne Sorgen. Polka op. 104 (1868)
- Auersperg-Marsch. op. 111 (1868)
- Giskra. Marsch op. 114
- Augensprach. Mazurka op. 120 (1868)
- In Reih’ und Glied. Polka op. 159 (1870)
- Erzherzog Wilhelm Marsch. op. 174
- Maroicic-Marsch. op. 175
- Zubrzicky. Marsch op. 176
- Dom Pedro. Marsch op. 179
- Fürst Karol. Marsch op. 195
- Schlagfertig. Polka op. 198
- Ein Blümchen im Verborgenen. Mazurka op. 202 (1873)
- Huldigungs-Fest. Marsch op. 275 (1875), „Seiner Hoheit Georg II. reg. Herzog zu Sachsen-Meiningen-Hildburghausen in tiefster Ehrfurcht gewidmet.“
- Oesterreichische Fahnenlieder. Walzer op. 317
- In der Sommerfrische. Walzer op. 318
- Verliebt. Romanze op. 319
- Militär. Marsch op. 321
- Vinea Galopp. op. 322
- Hoch und Nieder. Marsch op. 372
- Österreich in Tönen. Walzer op. 373 (1887)
- Faschingskinder. Walzer op. 382
- Pfiffig. Polka op. 384
- Wacht an der Donau! Marsch op. 385
- Loslassen! Polka schnell, op. 386 (1887)
- Metternich-Gavotte. op. 378
- Weaner Mad’ln. Walzer op. 388 (1888); sh. die Verfilmung Wiener Mädeln von 1949.
- Das Leben für unser’n Kaiser. Marsch op. 394
- Couragiert! Marsch op. 401
- Ballfieber. Polka op. 406 (1889)
- Natursänger-Walzer. op. 415 (1890)
- Lachen, kosen, tanzen! Mazurka op. 416 (1890)
- Wiener Bürger. Walzer op. 419 (1890)
- Glocken. Marsch op. 420
- Der Traum eines österreichischen Reservisten. Großes militärisches Tongemälde (1890)
- Freiherr von Schönfeld-Marsch. op. 422 (1890)
- Phonographen. Walzer op. 423
- Wurf-Bouquet. Mazurka op. 426 (1890)
- Der Vater des Regiments. Marsch op. 431
- Liebesrezepte. Walzer op. 434 (1892)
- Fahnenmarsch. op. 440
- Katzen-Polka. Polka groteska op. 441 (1892)
- Diesen Kuss der ganzen Welt. Walzer op. 442 (1892)
- Gebirgskinder. Walzer op. 444 (1892)
- Frauenlogik. Mazurka op. 445 (1893)
- Cavallerie. Polka op. 454 (1893)
- Clubgeister. Walzer op. 452 (1893)
- Columbus. Marsch op.457
- Lieber Bismarck, schaukle nicht. Polka op. 465 (1893)
- Nachtschwärmer. Walzer op. 466
- Wo meine Wiege stand. Walzer op. 468 (1895)
- Es gibt kein zweites Wien! Marsch op. 475
- Mein Vaterland! Mein Österreich! Marsch op. 477
- Ziehrereien. Walzer op. 478 (1897)
- Tambour-Marsch. op. 482
- Die kleine Witwe. Marsch op. 487
- In lauschiger Nacht. Walzer op. 488 (aus der Operette Die Landstreicher)
- Die Tänzerin. Polka op. 490 (1899)
- Der Zauber der Montur. Marsch op. 493 (aus der Operette Die Landstreicher)
- Unanfechtbar! Marsch op. 494
- Landstreicher-Quadrille. op. 496
- Seculo Nuovo, Vita Nuovo. Walzer op. 498 (1900)
- Mein Feld die WeLt. Marsch op. 499
- Auf in’s XX. Jahrhundert. Marsch op. 501 (1900)
- Buberl komm! Walzer op. 505 (1901) (aus der Operette „Die drei Wünsche“)
- Fesch und schneidig muss er sein!, Marsch op. 506 -
- Samt und Seide. Walzer op. 515
- Hereinspaziert! Walzer op. 518 (aus der Operette „Der Schätzmeister“)
- Maus. Marsch op. 520
- Sei brav. Walzer op. 522 (1905)
- Goldene Jugendzeit. Gavotte op. 523 (1905)
- Fächerpolonaise. op. 525
- Tolles Mädel. Walzer op. 526 (1907)
- Der Herr Leutnant. Marsch op. 527
- Liebeswalzer. op. 537
- Liebesgeheimnis. Polka op. 538 (1908)
- Wenn man Geld hat, ist man fein! Marsch op. 539
- Sternschnuppen. Polka op. 540
- Duck’ dich, Manderl! Marsch op. 548 (1911)
- O, diese Husaren. Walzer op. 552
- Ich lach’! Walzer op. 554
- Kaiser Karl. Marsch op. 558
- Kulturbilder. Walzer op. 563 (1920)
- Le petit Soldat. Fantasiestück

### Operetten
- König Jerôme oder Immer lustig, Uraufführung Wien, 1878 (Werk teilweise nicht mehr erhalten)
- Wiener Kinder, Uraufführung Wien, 1881
- Die Landstreicher, Uraufführung Wien, 1899
- Die drei Wünsche, Uraufführung Wien, 1901
- Der Fremdenführer, Uraufführung Wien, 1902
- Der Schätzmeister, Uraufführung Wien, 10. Dezember 1904
- Fesche Geister, Uraufführung Wien, 1905
- Ein tolles Mädel, Uraufführung Wiesbaden, 1907
- Liebeswalzer, Uraufführung Wien, 1908
- Ball bei Hof, Uraufführung Stettin, 1911
- Manöver-Kinder, Uraufführung Wien, 1912
- Fürst Casimir, Uraufführung Wien, 1913
- Das dumme Herz, Uraufführung Wien, 1914
- Die verliebte Eskadron, Uraufführung Wien, 1930